# Vasada
Vasada (altgriechisch Οὐάσαδα Ouasada) war eine antike Stadt in der kleinasiatischen Landschaft Lykaonien, südwestlich von Laodikeia Katakekaumene. Sie lag auf dem Kestel Dağ bei der heutigen Ortschaft Bostandere, Kreis Seydişehir in der türkischen Provinz Konya.
In der Spätantike war Vasada Sitz eines Bischofs; auf das Bistum geht das Titularbistum Vasada der römisch-katholischen Kirche zurück.